# Heinz-Oberhummer-Award
Der Heinz-Oberhummer-Award für „hervorragende Wissenschaftskommunikation“, benannt nach Heinz Oberhummer (1941–2015), wird seit 2016 jährlich in Wien vergeben.
Nach Oberhummers Tod wurde der nach ihm benannte Heinz Oberhummer Award für Wissenschaftskommunikation ins Leben gerufen.
Der Preis wird jährlich von den Science Busters in Kooperation mit dem Bundesministerium für Bildung, Wissenschaft und Forschung, dem Bundesministerium für Soziales, Gesundheit, Pflege und Konsumentenschutz, der TU Wien, der Universität Graz, der Stadt Wien, FM4 und dem ORF an nationale und internationale Wissenschaftskommunikatoren verliehen.
Der Oberhummer Award ist mit 20.000 Euro dotiert, die Trophäe ist ein Glas Alpakakot. Die Preisverleihung findet im Wiener Stadtsaal statt und wird auf ORF 1 übertragen.

## Preisträger
| Jahr | Preisträger | Beschreibung |
| ---- | --- | --- |
| 2016 | James Randi | Kanadisch-US-amerikanischer Widerleger von paranormalen Behauptungen                                                                               |
| 2017 | Giulia Enders                                                                                                   | Deutsche Ärztin und Autorin |
| 2018 | Adam Savage | US-amerikanischer Myth Buster |
| 2019 | No Such Thing as a Fish James Harkin, Andrew Hunter Murray, Anna Ptaszynski und Dan Schreiber                   | Englischer Wissenschaftspodcast |
| 2020 | Mai Thi Nguyen-Kim                                                                                              | Deutsche Chemikerin, Wissenschaftsjournalistin und YouTuberin                                                                                      |
| 2021 | Coronavirus-Update Korinna Hennig, Katharina Mahrenholtz, Beke Schulmann, Christian Drosten und Sandra Ciesek   | Deutscher Podcast über die COVID-19-Pandemie |
| 2022 | Ig-Nobelpreis                                                                                                   | Eine satirische Auszeichnung, um wissenschaftliche Leistungen zu ehren, die „Menschen zuerst zum Lachen, dann zum Nachdenken bringen“              |
| 2023 | Die Sendung mit der Maus                                                                                        | eine der erfolgreichsten Kindersendungen im deutschen Fernsehen                                                                                    |
| 2024 | Wissenschaftspodcast Methodisch inkorrekt! (minkorrekt) der beiden Physiker Nicolas Wöhrl und Reinhard Remfort. | Wissenschaftspodcast mit dem Ziel, wissenschaftliche Themen allgemeinverständlich und unterhaltsam in Form eines lockeren Gesprächs zu vermitteln. |
| 2025 | Eckart von Hirschhausen                                                                                         | Deutscher Kabarettist und Entertainer |